# پشتاب (هوراند)
پشتاب یکی از روستاهای استان آذربایجان شرقی است که در دهستان دودانگه شهرستان هوراند واقع شده‌است.
قلعه پشتاب از مکان‌های تاریخی و دیدنی آن است.این روستا ۲۶۲ نفر جمعیت دارد.